# Cantonul Schœlcher-1
Cantonul Schœlcher-1 este un canton din arondismentul Fort-de-France, Martinica, Franța.

## Comune
| Comune    | Populație (1999) | Cod poștal | Cod INSEE |
| --------- | ---------------- | ---------- | --------- |
| Schœlcher | 11.610 (*)       | 97233      | 97229     |